# Трофимовщина
Трофи́мовщина (рос. Трофимовщина, ерз. Трофимовщина) — село у складі Ромодановського району Мордовії, Росія. Адміністративний центр Трофимовщинського сільського поселення.

## Населення
Населення — 624 особи (2010; 730 у 2002).
Національний склад (станом на 2002 рік):
- росіяни — 95 %